# ادوارد فرانز
ادوارد فرانز (انگلیسی: Eduard Franz؛ ۳۱ اکتبر ۱۹۰۲ – ۱۰ فوریهٔ ۱۹۸۳ (۸۰ سال)) یک هنرپیشه اهل ایالات متحده آمریکا بود.
از فیلم‌ها یا برنامه‌های تلویزیونی که وی در آن نقش داشته است می‌توان به جانی تفنگش را برداشت، هاتاری!، فرانسیس آسیزی، مادام بوواری، ده فرمان، یانکی باشکوه، پرده آهنین، نوعی لبخند، گرداب، خواننده جاز اشاره کرد.

## مرگ
فرانز، آخرین حضور سینمایی خود را در بخشی از فیلم منطقه گرگ و میش انجام داد. او پنج ماه قبل از اکران فیلم درگذشت.